# Catherine Langeais
Pour les articles homonymes, voir Langeais (homonymie).
Catherine Langeais, pseudonyme de Marie-Louise Terrasse, est une présentatrice de la télévision française, née le 9 août 1923 à Valence (Drôme) et morte le 23 avril 1998 à Mantes-la-Jolie (Yvelines) à l'âge de 74 ans.

## Biographie
Son père André Terrasse (Paris 1891-Paris 1951) est normalien, journaliste économique et secrétaire de l'Alliance démocratique et sa mère, Marthe Brossette, est la fille de François Brossette, maire radical indépendant de Givors (de 1910 à 1919). La famille Terrasse s'installe à Paris en 1933.
Le 28 janvier 1938, elle rencontre, au bal de l'École normale supérieure,, François Mitterrand, un ami de son frère âgé de 21 ans, avec qui, bien qu'elle n'ait que 14 ans, elle se fiance. Mais la guerre les sépare, Mitterrand est en captivité en Allemagne. Au cours de leur relation, qui prend fin le 15 janvier 1942, il écrit plus de 300 lettres et poèmes à celle qu'il surnomme « mon Zou »,. Alors que François Mitterrand épouse en octobre 1944 Danielle Gouze, rencontrée au sein d'un réseau de la Résistance, Marie-Louise se marie avec un comte polonais, Antoine Gordowski, architecte qui va travailler notamment à la reconstruction de Lorient. Ils ont deux enfants : Marie-Élisabeth (née en 1945) qui épouse en 1968 le journaliste Christian Marquisseau, et Jean-Michel (né en 1947). Ils se séparent en 1949 et divorcent en 1954.

### La télévision

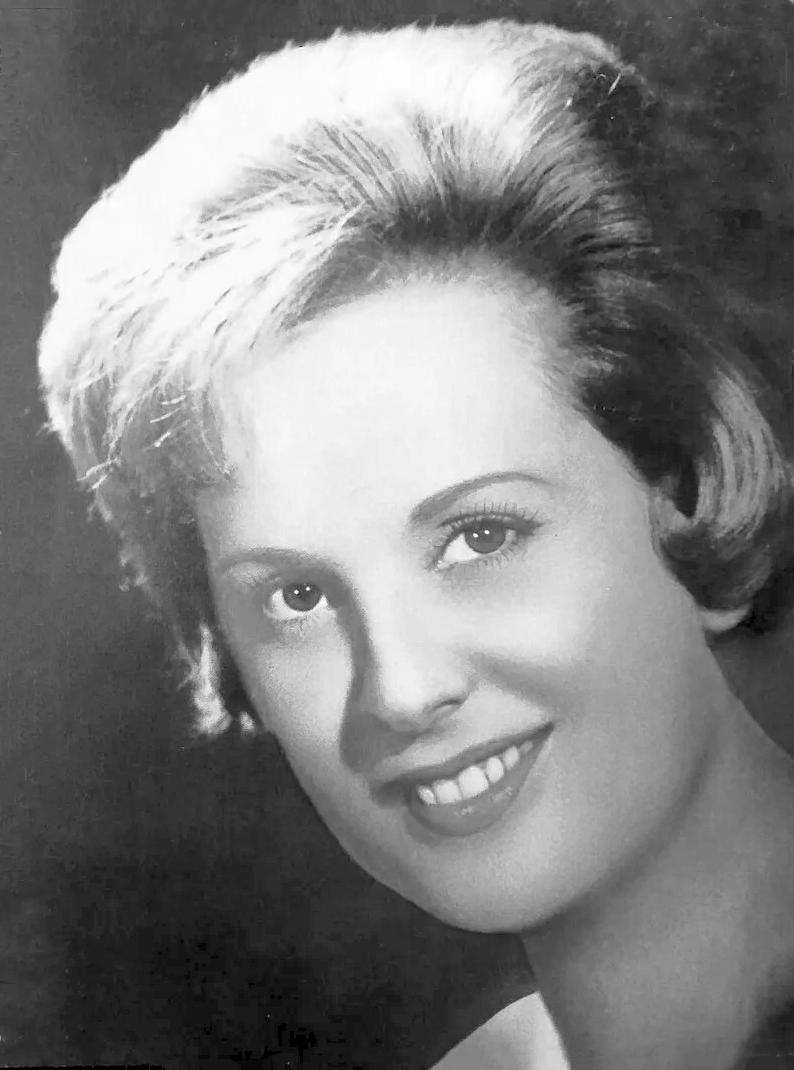
En 1954, elle devient l'une des présentatrices les plus populaires.

Séparée de son mari, Marie-Louise Terrasse doit travailler et répond à une annonce pour un poste de présentatrice à la Radiodiffusion-télévision française (RTF). Elle est engagée sur intervention de François Mitterrand alors secrétaire d'État, avec lequel elle a une liaison. Elle adopte alors le pseudonyme de Catherine Langeais et débute le 15 décembre 1949 sur le nouveau réseau national 819 lignes, Arlette Accart et Jacqueline Joubert officiant de leur côté depuis quelques mois sur l'émetteur parisien en 441 lignes.
Catherine Langeais s'impose comme la speakerine la plus populaire de la télévision française de 1949 jusqu'en 1975 (date de l'éclatement de l'ORTF).
C'est elle qui accueille en direct les téléspectateurs de la BBC lors de la première émission internationale de télévision en direct, la semaine franco-britannique de juillet 1952 réalisée grâce au tout nouveau « convertisseur de standard » (qui permettra, un an plus tard, la diffusion internationale du couronnement d'Élisabeth II, puis la mise en place de l'Eurovision).
En parallèle à l'annonce des programmes et de la présentation, le jeudi, des émissions destinées aux enfants, Catherine Langeais participe à diverses émissions de divertissement dans les années 1950-1960, telles que 36 chandelles ou La Séquence du spectateur, à laquelle s'ajoute la Séquence du jeune spectateur chaque jeudi. Elle anime aussi l'émission culinaire Art et magie de la cuisine aux côtés du chef Raymond Oliver pendant 13 ans.
Le 10 décembre 1954, elle épouse, en secondes noces, le journaliste et producteur de télévision Pierre Sabbagh. Peu de temps auparavant, on lui a diagnostiqué une sclérose en plaques mais elle choisit de la cacher et de continuer à travailler. Speakerine principale de la première chaîne jusqu'en septembre 1971, elle la quitte pour suivre son mari sur la deuxième chaîne dont il a été nommé directeur et cède sa place à Denise Fabre qui officie jusqu'alors sur la deuxième chaîne.
Elle y reste jusqu'à la disparition de l'ORTF et c'est elle qui, le 5 janvier 1975, clôture les émissions de la chaîne, remplacée le lendemain par la nouvelle société publique Antenne 2.
À partir de 1975, elle n'assume plus que les commentaires, en voix off, de La Séquence du spectateur sur TF1.
Après avoir été élu président de la République française, François Mitterrand la distingue en la faisant, le 28 avril 1987, chevalier de la Légion d'honneur, en raison de l'« empreinte indéniable » qu'elle a laissée dans l'histoire de la télévision en France. Elle est d'ailleurs nommément citée dans la chanson Et moi, et moi, et moi de (1966) Jacques Dutronc.

### Décès
Catherine Langeais meurt le 23 avril 1998 à Mantes-la-Jolie à l'âge de 74 ans des suites d'une sclérose en plaques.
Elle est inhumée dans le cimetière de Valmondois aux côtés de son époux, mort en 1994.

## Animatrice de télévision
- 1949-1975 : speakerine (RTF Télévision, Première chaîne de l'ORTF et Deuxième chaîne de l'ORTF)
- 1954-1967 : Art et magie de la cuisine (RTF Télévision et Première chaîne de l'ORTF)
- 1959-1961 : La Cuisine pour les hommes (RTF Télévision)

## Filmographie
- 1957 : C'est arrivé à 36 chandelles
- 1958 : Pourquoi viens-tu si tard ?
- 1959 : Par-dessus le mur
- 1961 : Tout l'or du monde
- 1962 : Un clair de lune à Maubeuge
- 1966 : Le Scandale

## Publication
- Le Courrier de mon cœur, Paris, Solar, 1968

## Distinctions
- Chevalier de la Légion d'honneur en 1987.